# Pseudacris feriarum
Espèce
Synonymes
- Helocaetes feriarum Baird, 1854

Statut de conservation UICN

 LC  : Préoccupation mineure
Pseudacris feriarum est une espèce d'amphibiens de la famille des Hylidae.

## Répartition
Cette espèce est endémique des États-Unis. Elle se rencontre, :
- en Pennsylvanie ;
- au Maryland ;
- en Virginie ;
- dans l'est de la Virginie-Occidentale ;
- au Kentucky ;
- dans le sud de l'Illinois ;
- dans le sud-est du Missouri ;
- en Caroline du Nord ;
- en Caroline du Sud ;
- en Géorgie ;
- au Tennessee ;
- en Alabama ;
- dans le nord de la Floride ;
- au Mississippi ;
- dans l'est de l'Arkansas.

## Publication originale
- Baird, 1854 : Descriptions of new genera and species of North American Frogs. Proceedings of the Academy of Natural Sciences of Philadelphia, vol. 7, p. 59–62 (texte intégral).